# Kévin Hautcœur
Pour les articles homonymes, voir Hautcœur.
Kévin Hautcœur (né le 17 janvier 1985 à Nantes) est un athlète français, spécialiste du 800 mètres.
Quatrième des Championnats du monde juniors 2004 de Grosseto, Kévin Hautcœur remporte dès l'année suivante la médaille d'or des Championnats d'Europe espoirs disputés à Erfurt, en Allemagne.
En début de saison 2010, il remporte son premier titre national à l'occasion des Championnats de France en salle de Paris-Bercy. 
Son record personnel sur piste extérieure est de 1 min 46 s 29, établi le 24 juin 2011 à Tomblaine derrière le Kényan recordman du monde et champion olympique David Rudisha. 
Il est licencié à l'AC La Roche-sur-Yon. 

## Palmarès
| Année | Compétition                          | Lieu     | Place | Épreuve                  |
| ----- | ------------------------------------ | -------- | ----- | ------------------------ |
| 2003  | Championnats d'Europe juniors        | Tampere  | 6e    | 800 m                    |
| 2004  | Championnats du monde juniors        | Grosseto | 4e    | 800 m                    |
| 2005  | Championnats d'Europe espoirs        | Erfurt   | 1er   | 800 m                    |
| 2006  | Coupe d'Europe d'athlétisme en salle | Liévin   | 1er   | Relais 800-600-400-200 m |
| 2010  | Championnats du monde en salle       | Doha     | 8e    | 800 m                    |